# شرح تشريح القانون لابن سينا
شرح تشريح القانون لابن سينا مخطوطة شرحية لعلم التشريح في كتاب القانون في الطب لابن سينا كتبها الطبيب العربي ابن النفيس في القرن الثالث عشر. اُكتُشِفَت المخطوطة عام 1924 في أرشيفات مكتبة الدولة البروسية في مدينة برلين الألمانية. يحتوي على أقدم أوصاف للدورة التاجية ونظام الدورة الدموية الرئوية.

## الترجمة اللاتينية
ترجم المخطوطة إلى اللاتينية الطبيب الإيطالي أندريا ألباغو، في عام 1520، عاد ألباغو إلى بادوفا بترجمة لاتينية للمخطوطة، بعد أن عاش في شبه الجزيرة العربية لمدة 30 عامًا.

## طالِع أيضًا
- القانون في الطب